# Esteban Granero
Esteban Félix Granero Molina (* 2. července 1987, Pozuelo de Alarcón) je bývalý španělský fotbalový záložník.

## Klubová kariéra
Narodil se na madridském předměstí Pozuelo de Alarcón, a od mládí začal hrát za mládežnické týmy Realu Madrid. V letech 2004–2006 hrál za C-tým Realu, a stal se nejužitečnějším hráčem 4. španělské ligy. V sezoně 2006/07 hrál 2. ligu za B-tým, ale na konci sezony nebyl pozván do A-týmu, a proto odešel do Getafe (nejprve roční hostování, poté přestup). Po návratu odehrál první zápas za A-tým Realu 12. září 2009. V sezoně 2010/11 přišli do Realu dva záložníci z Německa, Sami Khedira a Mesut Özil, a Granero většinu zápasů trávil na střídačce. Podobně pro Granera vypadala i další sezóna, a tak nebylo divu, když se přesunul do jiného klubu. Konkrétně to byl ambiciózní celek z Londýna Queens Park Rangers. Tento klub realizoval před sezónou nemálo nákupů a jeho ambicí byl útok na evropské poháry. Na hřišti se však reálné výkony týmu diametrálně lišily od očekávání, výsledkem čehož byl dokonce sestup klubu do druhé nejvyšší soutěže. Poté oslovil QPR a Granera z jeho domovského Španělska Real Sociedad. Výsledkem bylo hostování v baskickém klubu. Téměř celý rok však Granero strávil na marodce klubu, když se vrátil na trávník až v dubnu roku 2014. Přestože po návratu z hostování podle manažera Queens Park Rangers Harryho Redknappa byl Granero ochotný v QPR pokračovat, které se do Premier League okamžitě vrátilo, nakonec odešel na trvalo do Real Sociedad. V prvním roce po přestupu Granero platil za oporu, avšak v následujících dvou sezónách už jeho vytíženost podstatně poklesla. Třicetiletý Granero se tak v roce 2017 přesunul do Espanyolu, který má o něco nižší ambice než Real Sociedad.

## Reprezentační kariéra
Granero prošel mládežnickými výběry Španělska. Byl v týmu, který vyhrál Mistrovství Evropy ve fotbale hráčů do 19 let v roce 2006, a hrál i na Mistrovství Evropy ve fotbale hráčů do 21 let 2009.

## Úspěchy

### Klubové
Real Madrid
- 1× vítěz Copa del Rey (2010/11)
- 1× vítěz Primera Division (2011/12)
- 1× vítěz Supercopa de España (2012)

### Reprezentační
- 1× zlato z EURA U19 (2006)